# Retour aux sources (Buffy)
Retour aux sources est le 15e épisode de la saison 7 de la série télévisée Buffy contre les vampires.

## Résumé
Le principal Wood demande à Buffy d'arrêter son travail de conseillère pour se concentrer sur sa vraie tâche : empêcher la Force de provoquer l'apocalypse. Buffy l'emmène visiter la maison et le présente à tout le groupe. La tension entre Spike et Wood est tangible. Avant de repartir, Wood donne à Buffy un sac qui appartenait à sa mère et qui contient des affaires de Tueuse ainsi qu'un livre et une boîte. 
Au matin on découvre que Chloé, l'une des Potentielles, s'est suicidée après que la Force lui a parlé une bonne partie de la nuit. Buffy fait alors en public un discours assez sec et froid aux Potentielles, ce qui en met plusieurs en colère. En privé, elle ressent cependant l'urgence de faire quelque chose et se sert de la boîte pour ouvrir un portail qu'elle franchit malgré les mises en garde du reste du groupe. Aussitôt, un démon extrêmement fort passe le portail dans l'autre sens et assomme tout le monde avant de quitter la maison. Spike ressort alors son manteau en cuir qu'il avait remisé et part chercher le démon. Il le tue et ramène son cadavre à la maison.
De l'autre côté du portail, Buffy rencontre la Première Tueuse ainsi que trois hommes, les premiers Observateurs, qui lui annoncent qu'elle sera la dernière à garder la Bouche de l'Enfer. Ils essaient de la persuader d'accepter l'essence démoniaque qui donne un surcroît de force aux Tueuses mais Buffy rejette ce pouvoir. L'un d'eux la touche alors pour lui donner une vision du futur qui l'attend. Willow parvient à rouvrir le portail et Spike y jette le corps du démon, permettant ainsi à Buffy de revenir. Plus tard, Buffy raconte à Willow la vision qu'elle a eu : l'intérieur de la Bouche de l'Enfer avec des milliers de Turok-Han attendant qu'elle s'ouvre.

## Statut particulier
Cet épisode révèle l'origine des pouvoirs de la Tueuse. Noel Murray, du site The A.V. Club, trouve qu'avec cet épisode la Force commence à être « un méchant très convaincant », « la voix du doute et de la dissidence qui influe sur l'esprit et les émotions pour anéantir toute confiance », mais il n'est pas sûr d'adhérer aux actions de Buffy dans cet épisode et aux affrontements au sein du groupe dont il voit ici des signes avant-coureurs. Les rédacteurs de la BBC évoquent un épisode « assez intéressant » où Doug Petrie, bien que « ce ne soit pas l'un de ses meilleurs scénarios » car ils lui reprochent son manque de structure, affirme son talent de réalisateur avec quelques scènes au « style visuel extrême » et une dernière séquence « impressionnante ». Mikelangelo Marinaro, du site Critically Touched, lui donne la note de B+, estimant que l'épisode est « extrêmement solide, à la fois divertissant et pertinent » et que, même s'il n'a pas les qualités nécessaires à un grand épisode, il prépare parfaitement le terrain pour rendre les grands moments à venir « aussi vibrants qu'ils devraient l'être ».

## Distribution

### Acteurs et actrices crédités au générique
- Sarah Michelle Gellar : Buffy Summers
- Nicholas Brendon : Alexander Harris
- Emma Caulfield : Anya Jenkins
- Michelle Trachtenberg : Dawn Summers
- James Marsters : Spike
- Alyson Hannigan : Willow Rosenberg

### Acteurs et actrices crédités en début d'épisode
- Tom Lenk : Andrew Wells
- Iyari Limon : Kennedy
- Clara Bryant : Molly
- Sarah Hagan : Amanda
- Indigo : Rona
- Kristy Wu : Chao-Ahn
- Lalaine : Chloé
- D. B. Woodside : le Principal Robin Wood

### Acteurs et actrices crédités en fin d'épisode
- Camden Toy : Turok-Han
- Felicia Day : Vi
- Sharon Ferguson : la Première Tueuse